# Synotis reniformis
Synotis reniformis là một loài thực vật có hoa trong họ Cúc. Loài này được Y.L.Chen miêu tả khoa học đầu tiên năm 1996.